# Alchemilla colura
Alchemilla colura är en rosväxtart som beskrevs av O.M. Hilliard. Alchemilla colura ingår i släktet daggkåpor, och familjen rosväxter. Inga underarter finns listade i Catalogue of Life.